# Micralictoides ruficaudus
Micralictoides ruficaudus är en biart som först beskrevs av Michener 1937.  Micralictoides ruficaudus ingår i släktet Micralictoides och familjen vägbin. Inga underarter finns listade i Catalogue of Life.